# Campagna (Salerno)
Campagna (IPA: kampaɲɲa) es un ciudad de la provincia de Salerno, en Campania, la región del sur de Italia.
Está situada en un distrito montañoso.

## Importancia Económica
Campagna fue fundada en el alto Medioevo, alrededor de una antigua villa romana. Hacia el inicio del "Rinascimento italiano" fue una de las cien ciudades italianas, estando anteriormente por algún tiempo bajo el dominio de los Grimaldi (familia noble que se ha traslado a Montecarlo, donde fueron y son príncipes de este pequeño estado en la "Costa Azul" de Francia).
Ha ido perdiendo importancia en el siglo XX ya que todas sus oficinas de distrito se han trasladado a otras ciudades desde 1930 y la Diócesis de Campagna se fusionó con la Archidiócesis de Salerno en 1973.
Durante la Segunda Guerra Mundial, fue el sitio de un campo de internamiento. El obispo Giuseppe Maria Palatucci convirtió el campamento en un refugio para italianos y extranjeros judíos, muchos de ellos enviados allí para la protección de su sobrino Giovanni Palatucci , quién después fue honrado como "Justo Entre las Naciones" por el Yad Vashem Holocaust Memorial.

## Demografía
| Gráfica de evolución demográfica de Campagna entre 1861 y 2001 |
|                                                                |
| Fuente ISTAT - elaboración gráfica de Wikipedia                |